# Mikołaj II opawski
Mikołaj II opawski (Przemyślida) (ur. ok. 1288, zm. 8 grudnia 1365) – od 1318 książę opawski, od 1337 raciborski, 1318-1336 i od 1361 prudnicki.
Mikołaj II był najstarszym synem księcia Mikołaja I pochodzącego z bocznej linii dynastii Przemyślidów i Adelajdy, siostrzenicy króla Niemiec Rudolfa Habsburga lub Justyny Habsburżanki.
W roku 1312 Mikołaj II uczestniczył w buncie na Morawach przeciwko władzy Jana Luksemburskiego. Wkrótce jednak zdecydował się na lojalizm i stał się bliskim doradcą króla w sprawach Śląska, dzięki czemu otrzymał w 1318, jako dziedziczne lenno, Śląsk Opawski z miastami Opawą, Głubczycami, Bruntalem i Karniowem.
Dobra współpraca z suwerenem zaowocowała w 1337, kiedy bezpotomnie zmarł szwagier Mikołaja książę raciborski Leszek – Jan Luksemburski zdecydował się wtedy przekazać opróżnione lenno właśnie księciu opawskiemu. Czasowo Mikołaj musiał jedynie oddać okręg prudnicki innemu pretendentowi do spadku Bolkowi niemodlińskiemu.
Współpracując z miejscową elitą raciborską pozostawił w swoim otoczeniu doradców zmarłego Leszka. Otaczał szczególną opieką klasztor dominikanek św. Ducha w Raciborzu i dominikanów św. Wacława w Opawie. W 1358 aktywnie włączył się w przyjęcie chrztu przez książąt litewskich. Z czasów panowania Mikołaja II, pochodzą pierwsze wzmianki o wielu miejscowościach na ziemi raciborskiej i opawskiej, m.in. o Kileszowicach.
Ziemia prudnicka wróciła zresztą do Mikołaja w 1361 dzięki małżeństwu z księżniczką niemodlińską.
Mikołaj przez cały okres po 1318 utrzymywał bliskie kontakty z dworem czeskim, ściśle współpracując najpierw z królem Janem, potem z Karolem IV. Wielokrotnie przez Luksemburgów był posyłany w misjach dyplomatycznych do Polski, na Litwę, Niemiec, czy Rzymu.
Mikołaj II był trzykrotnie żonaty. Pierwszą żoną była poślubiona ok. 1318 Anna raciborska (zm. ok. 1340), z którą doczekał się sześciorga potomstwa (byli to Jan, Eufemia wydana za Siemowita III mazowieckiego, Elżbieta dominikanka w Raciborzu, Anna wydana za Burcharda, hr. Hardeck, wreszcie Małgorzata opawska, późniejsza żona margrabiego morawskiego z rodu Luksemburgów Jana Henryka). Po raz drugi Mikołaj ożenił się ok. 1358 z Jadwigą (zm. 1359), córką Konrada I oleśnickiego, z którą miał jednego syna (był to Mikołaj III). Wreszcie po raz trzeci książę opawski ożenił się ok. 1360, tym razem z Jutą (zm. 1379), córką Bolesława niemodlińskiego. Dzięki trzeciemu małżeństwu władca doczekał się dwóch synów i córki (byli to: Wacław, Przemek i Anna, wydana za Piotra ze Szternberka).
Mikołaj II opawski zmarł 8 grudnia 1365 i zapewne został pochowany w którymś z kościołów opawskich.